# オーストラリアズクヨタカ
オーストラリアズクヨタカ（学名：Aegotheles cristatus）は、ヨタカ目ズクヨタカ科に分類される鳥の一種。オーストラリア全土とニューギニア島南部の開けた森林地帯に生息する夜行性の鳥で、「moth owl（蛾フクロウ）」と呼ばれている。オーストラリアでは最も一般的な夜行性の鳥であり、外来種による捕食や競争の影響を受けているが、IUCNのレッドリストでは低危険種である。

## 形態と生息地

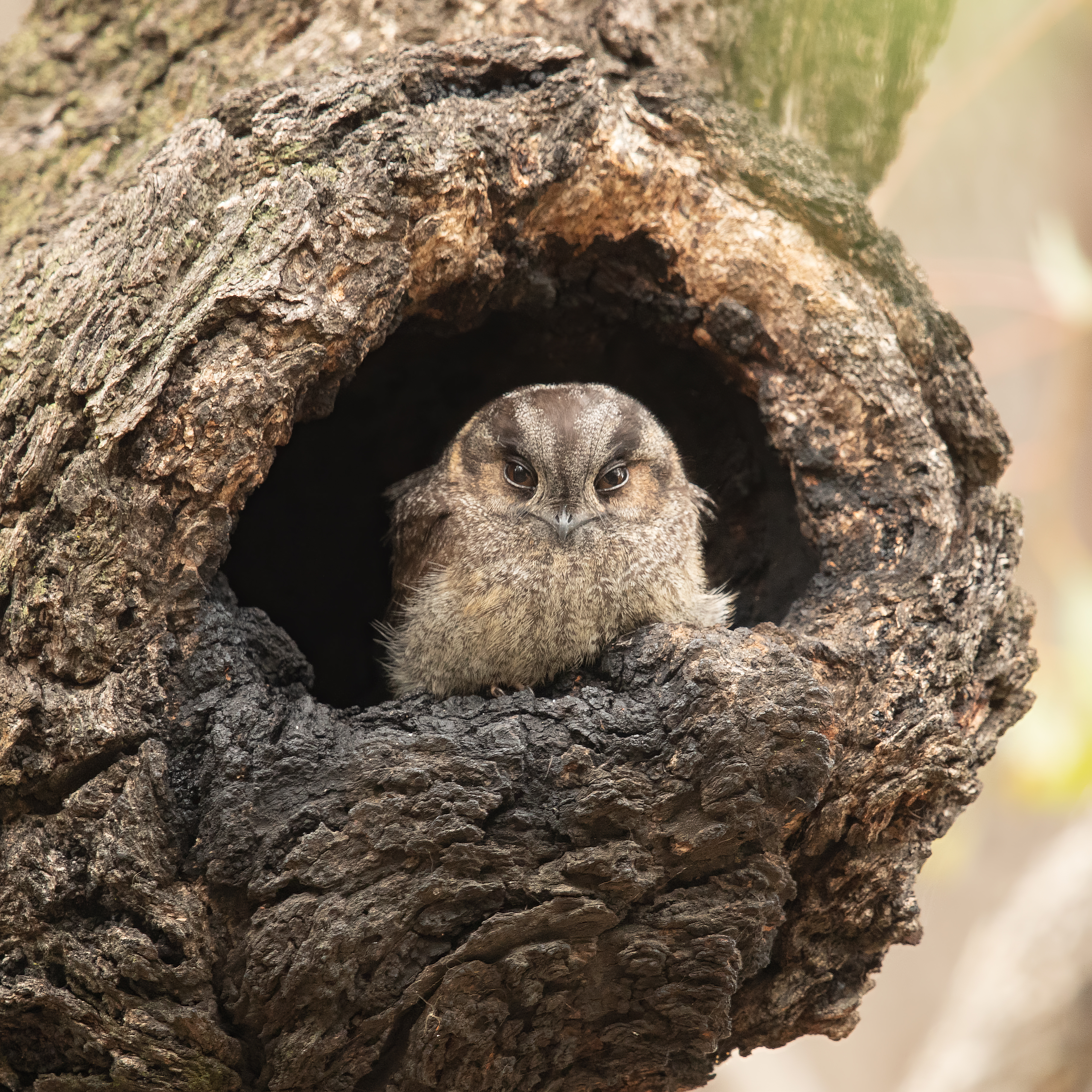
木の洞に巣を作る

小型から中型のズクヨタカで、上半身は灰色で、前面は白く縞模様があり、頭部には明瞭な暗色と淡色の模様がある。オーストラリア北部では雌も赤褐色となることがある。砂漠に生息する個体は全体的に羽毛の色が薄い。他のズクヨタカ科のほとんどの種が密林に生息するのとは異なり、翼がより尖っていて足が大きく、開けた森林に適応している。クイーンズランド州やニューギニア島では、密林に生息することもある。開けた森林に加えて、マングローブの湿地、草原、ユーカリの低木地帯、密林など、さまざまな環境に生息している。

## 亜種
- Aegotheles cristatus cristatus オーストラリア、ニューギニア島
- Aegotheles cristatus tasmanicus タスマニア島

## 生態
夜間に木から飛び降り、空中、地面、または幹や枝から昆虫を捕まえて捕食する。飛行中に餌をとることもある。ほとんどの昆虫、特に甲虫、バッタ、アリを食べる。日中は木の洞にとまるが、これは捕食者から身を守るためと、フクロウと間違えて他の鳥に襲われるのを避けるためである。オーストラリアオオアラコウモリは天敵である。 
主に木の穴に巣を作り、雌雄ともに巣に葉を持ち込む。ユーカリの葉がよく追加されるのは、ユーカリの葉が殺虫剤として働くためだと考えられている。卵は3 - 4個産まれ、雌が1ヶ月弱抱卵する。2羽の成鳥が雛に餌を与え、雛は1ヶ月後に巣立つ。幼鳥は巣立った後、数ヶ月間は親鳥の近くにいると報告されている。